# Емерод Тубіа
Емерод Тубіа (англ. Emeraude Toubia;  нар. 1 березня 1989, Монреаль, Квебек, Канада) — американська актриса та модель, яка грала роль Ізабель Лайтвуд у серіалі Freeform жанру фантастика «Сутінкові мисливці». Акторка мексиканського та ліванського походження раніше грала у теленовелах Venevision Cosita linda у ролі Дульсе Рінкон та Voltea pa'que te enamores.

## Раннє життя
Тубіа народилася в Монреалі, Квебек. Її виховували в Браунсвіллі, штат Техас, як єдину дитину. Її мати, Мірта Соня (уроджена Соліс), народилася і виросла в Сьюдад-Вікторія, Мексика, а батько був американцем-ліваном. Її бабуся та дідусь по батькові були з району Кура, Ліван. 
У дитинстві вона професійно навчалася класичному балету, фламенко, танцю живота та ліричному танцю. Тубія відвідувала середню школу Гомера Ганни в Браунсвіллі для отримання середньої освіти. З п’ятнадцяти років Тубіа брала участь у кількох конкурсах краси; вона була коронованою міс Південний Техас, міс Ріо-Гранде-Веллі Америка та міс Тин Браунсвілл.

## Кар'єра
У 1999 році, у віці десяти років, Тубіа зробила свою першу телевізійну появу в дитячій програмі Televisa El Mundo de los Niños. Вона стала широко відомою в 2008 році, коли її відібрали для участі у другому сезоні серіалу конкурсу краси Univision Nuestra Belleza Latina, де учасників ретельно навчали акторській майстерності, презентаціям, танцям та іншим заходам; Тубіа була визнана першою віце-міс. З тих пір вона була представлена в рекламі таких брендів, як Maybelline, J. C. Penney, Sony, Garnier та AT&T. 
У 2009 році вона приєдналася до другого сезону Model Latina, фінішувавши на п'ятому місці. Потім вона була півфіналісткою в Miss Texas USA 2010. З 2011 по 2013 Тубія виступала в якості ведучої в декількох музично-розважальних шоу NBC Universo, включаючи The Arena, 18 & Over, and mun2POP. Вона брала участь у проведенні спеціальної червоної доріжки the mun2 на церемонії вручення Billboard Latin Music Awards у 2013 році. У 2013 році Тубіа дебютувала в ролі Елізабет у молодіжній теленовелі Нікелодеон Латинська Америка 11-11: En mi cuadra nada cuadra, для якоъ її тренувала номінована на Оскар актриса Адріана Барраса. 
У 2014 році вона з'явилася в ролі Дульсе Рінкон у теленовелі Venevision Cosita linda. Наступного року Тубіа зобразила Стефані Карам у теленовелі Univision-Venevisión Voltea pa'que te enamores. У 2016 році Тубіа почала грати напівлюдину-напівангела-воїна Ізабель Лайтвуд у фантастичній серії Freeform «Сутінкові мисливці», заснованій на серії книг «Знаряддя смерті» Кассандри Клер. Того ж місяця вона з'явилася разом із принцом Ройсом у кліпі на його сингл «Culpa al Corazón».

## Особисте життя
Тубіа почала зустрічатися з музикантом Принцем Ройсом в 2011 році. Вони одружилися в Сан-Мігель-де-Альєнде, Мексика, 30 листопада 2018 року. Пара володіє будинком у Студіо-Сіті, Лос-Анджелес. 
Тубіа підтримує некомерційну організацію Get Schooled; 26 травня 2016 року вона відвідала середню школу Middle College у Сан-Бернардіно, штат Каліфорнія, щоб зустрітися зі студентами та виступити в ролі їх «директора знаменитостей» на цей день.

## Фільмографія
| Рік       | Назва                           | Роль            | Опис                       |
| --------- | ------------------------------- | --------------- | -------------------------- |
| 2010      | Аврора                          | Портьє          | Епізод: "Gran lanzamiento" |
| 2013      | 11-11: En mi cuadra nada cuadra | Елізабет        | 75 епізодів                |
| 2014      | Cosita linda                    | Дульсе Рінкон   | 96 епізодів                |
| 2015      | Voltea pa'que te enamores       | Стефані Карам   | 29 епізодів                |
| 2015      | Tattooed Love                   | Есміральда      |                            |
| 2016–2019 | Сутінкові мисливці              | Ізабель Лайтвуд | Головна роль               |
| 2019      | Любов під сонцем                | Алана           | Фільм                      |

| Рік  | Назва              | Артист(и)    |
| ---- | ------------------ | ------------ |
| 2016 | "Culpa al Corazón" | Prince Royce |

## Нагороди і номінації
| Рік  | Нагорода                | Категорія                         | Номінована робота  | Результат |
| ---- | ----------------------- | --------------------------------- | ------------------ | --------- |
| 2017 | 19th Teen Choice Awards | Choice TV Actress: Fantasy/Sci-Fi | Сутінкові мисливці | Номінація |
| 2018 | 20th Teen Choice Awards | Choice TV Actress: Fantasy/Sci-Fi | Сутінкові мисливці | Номінація |